# Skyld & tilgivelse
|  | Denne artikel er oprettet af botten Steenthbot ud fra en ekstern database. Den kan derfor have sproglige fejl eller mangler. Denne skabelon kan fjernes efter kontrol af indholdet. |

Skyld & tilgivelse er en dansk dokumentarfilm fra 2005.

## Handling
Skyld og tilgivelse er klassiske temaer i den kristne tradition. I det moderne liv, hvor religionen ikke længere spiller en central rolle, er det, som om disse temaer er blevet tabubelagte. Imidlertid må alle mennesker på et eller andet tidspunkt i deres liv forholde sig til disse spørgsmål. I filmen uddyber en teolog sine synspunkter, og to kvinder fortæller deres personlige historier om skyld og tilgivelse.